# جونز روست بورك
مطعم جونز روست بورك John's Roast Pork – بالعربية يعني مطعم جون للحم الخنزير المشوي – أسس عام 1930 في موقعه الأصلي في شارع إيست سنايدر في مدينة فيلادلفيا الأمريكية.
يعتبر المطعم مفضلا من السكان المحليين في جنوب فيلادلفيا، وقد اكتسب شهرة في مجال لحم الخنزير المشوي واللحوم المشوية بشكل عام.
في عام 2006 صنفت مؤسسة جيمس بيرد المطعم بأنه مطعم أميريكي كلاسيكي.